# Chassey-le-Camp
Pour les articles homonymes, voir Chassey (homonymie).
Chassey-le-Camp est une commune française située dans le département de Saône-et-Loire, en région Bourgogne-Franche-Comté.

## Géographie

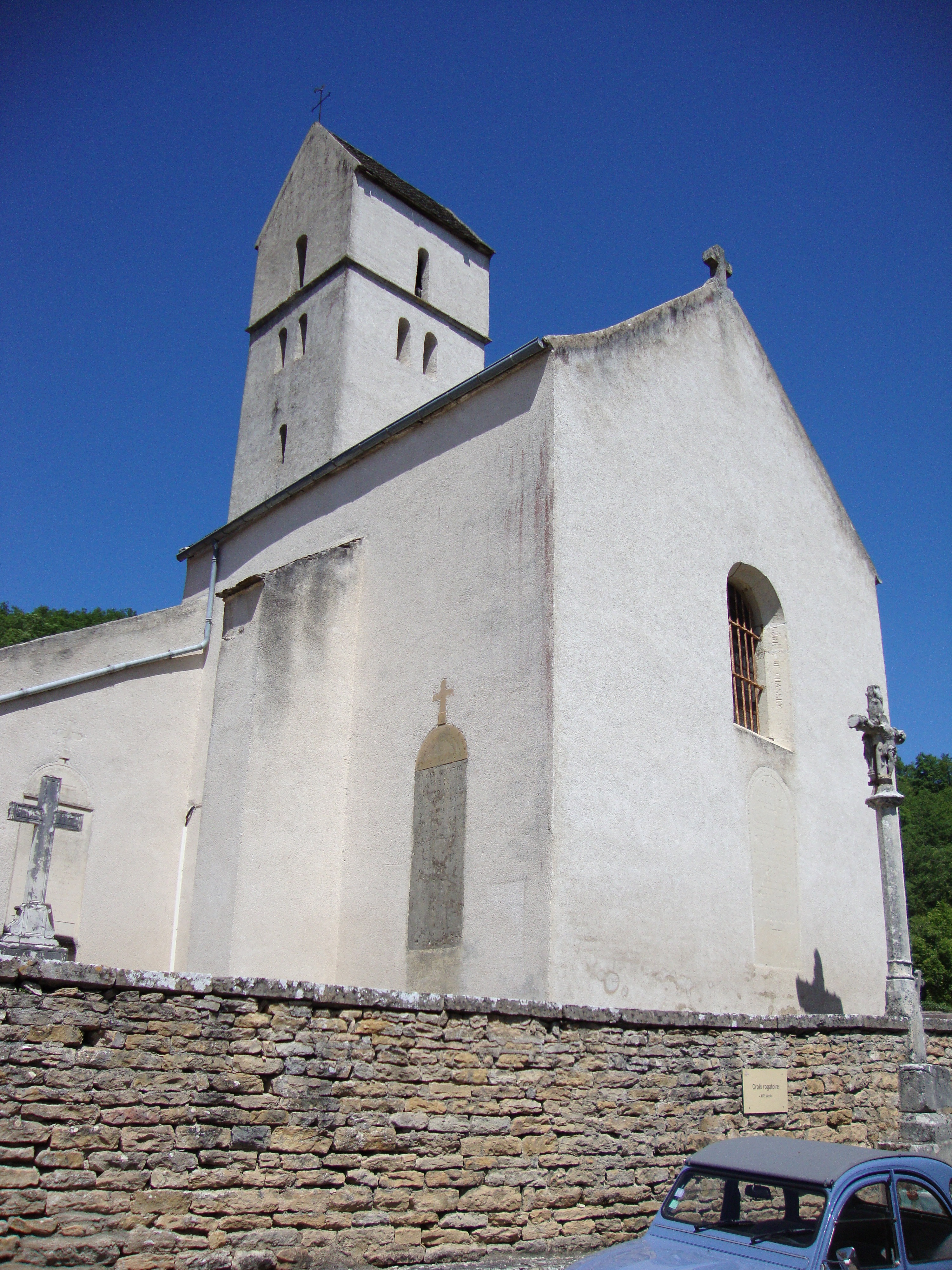
L'église.

Le village de Chassey-le-Camp est éclaté en six hameaux répartis sur les coteaux.

### Climat
Pour des articles plus généraux, voir Climat de la Bourgogne-Franche-Comté et Climat de Saône-et-Loire.
En 2010, le climat de la commune est de type climat océanique dégradé des plaines du Centre et du Nord, selon une étude du Centre national de la recherche scientifique s'appuyant sur une série de données couvrant la période 1971-2000. En 2020, Météo-France publie une typologie des climats de la France métropolitaine dans laquelle la commune est exposée à un climat océanique altéré et est dans la région climatique Bourgogne, vallée de la Saône, caractérisée par un bon ensoleillement (1 900 h/an), un été chaud (18,5 °C), un air sec au printemps et en été et des vents faibles.
Pour la période 1971-2000, la température annuelle moyenne est de 10,7 °C, avec une amplitude thermique annuelle de 17,7 °C. Le cumul annuel moyen de précipitations est de 829 mm, avec 12 jours de précipitations en janvier et 7,6 jours en juillet. Pour la période 1991-2020, la température moyenne annuelle observée sur la station météorologique de Météo-France la plus proche, « St-Maurice-lès-Couches_sapc », sur la commune de Saint-Maurice-lès-Couches à 7 km à vol d'oiseau, est de 11,5 °C et le cumul annuel moyen de précipitations est de 803,5 mm. 
La température maximale relevée sur cette station est de 40,4 °C, atteinte le 12 août 2003 ; la température minimale est de −16,7 °C, atteinte le 20 décembre 2009,,.
Les paramètres climatiques de la commune ont été estimés pour le milieu du siècle (2041-2070) selon différents scénarios d'émission de gaz à effet de serre à partir des nouvelles projections climatiques de référence DRIAS-2020. Ils sont consultables sur un site dédié publié par Météo-France en novembre 2022.

## Urbanisme

### Typologie
Au 1er janvier 2024, Chassey-le-Camp est catégorisée commune rurale à habitat dispersé, selon la nouvelle grille communale de densité à sept niveaux définie par l'Insee en 2022.
Elle est située hors unité urbaine et hors attraction des villes,.

### Occupation des sols
L'occupation des sols de la commune, telle qu'elle ressort de la base de données européenne d’occupation biophysique des sols Corine Land Cover (CLC), est marquée par l'importance des territoires agricoles (55 % en 2018), une proportion identique à celle de 1990 (55 %). La répartition détaillée en 2018 est la suivante : forêts (34,3 %), zones agricoles hétérogènes (33,6 %), prairies (10,9 %), milieux à végétation arbustive et/ou herbacée (10,7 %), terres arables (6,4 %), cultures permanentes (4,1 %). L'évolution de l’occupation des sols de la commune et de ses infrastructures peut être observée sur les différentes représentations cartographiques du territoire : la carte de Cassini (XVIIIe siècle), la carte d'état-major (1820-1866) et les cartes ou photos aériennes de l'IGN pour la période actuelle (1950 à aujourd'hui).

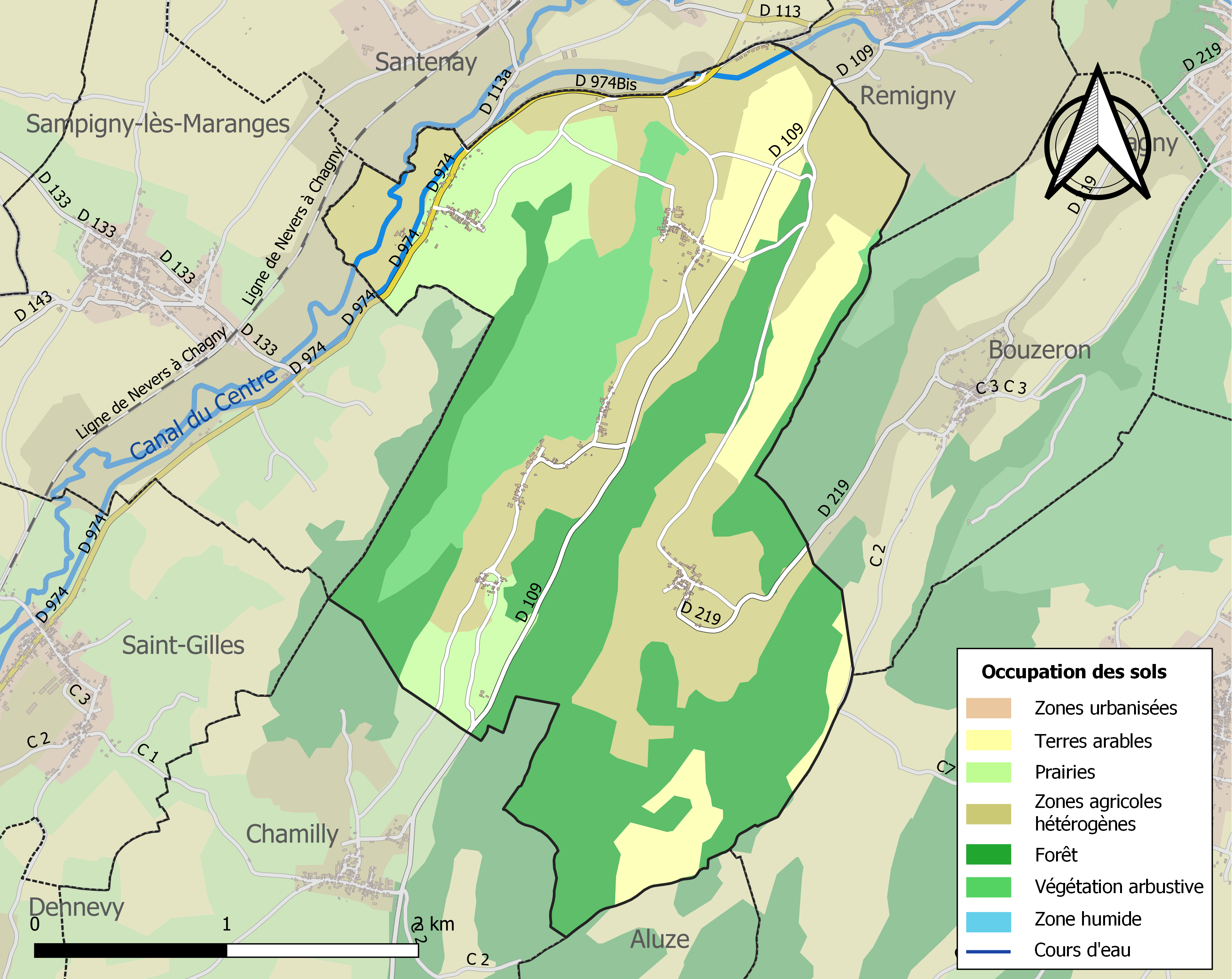
Carte des infrastructures et de l'occupation des sols de la commune en 2018 (CLC).

## Histoire

### Préhistoire
Le village est réputé pour son site archéologique, le Camp préhistorique de Chassey-le-Camp, situé en hauteur sur un plateau tabulaire, qui a donné son nom à une culture du Néolithique moyen, le Chasséen.

### Moyen Âge
La commune a porté différents noms durant son histoire : Cassiacus, Chacé, Chassessium et enfin Chassey. Dans les années 1940 le maire, M. Doreau, rebaptise la commune Chassey-le-Camp pour éviter les confusions avec la commune de Côte-d'Or Chassey.

## Politique et administration

### Listes des maires
| Période                                  | Période   | Identité          | Étiquette | Qualité |
| ---------------------------------------- | --------- | ----------------- | --------- | ------- |
| mars 1965                                | mars 1983 | Jean Jonnier      |           |         |
| mars 2001                                | en cours  | Jean-Louis Doreau |           |         |
| Les données manquantes sont à compléter. |           |                   |           |         |

### Canton et intercommunalité
La commune fait partie du Grand Chalon.

### Écologie et recyclage

Les vignobles de la côte chalonnaise.

## Population et société

### Démographie

#### Évolution démographique
L'évolution du nombre d'habitants est connue à travers les recensements de la population effectués dans la commune depuis 1793. Pour les communes de moins de 10 000 habitants, une enquête de recensement portant sur toute la population est réalisée tous les cinq ans, les populations de référence des années intermédiaires étant quant à elles estimées par interpolation ou extrapolation. Pour la commune, le premier recensement exhaustif entrant dans le cadre du nouveau dispositif a été réalisé en 2006.

En 2022, la commune comptait 365 habitants, en évolution de +5,8 % par rapport à 2016 (Saône-et-Loire : −1,06 %, France hors Mayotte : +2,11 %).
| 1793 | 1800 | 1806 | 1821 | 1831 | 1836 | 1841 | 1846 | 1851 |
| ---- | ---- | ---- | ---- | ---- | ---- | ---- | ---- | ---- |
| 392  | 479  | 538  | 480  | 521  | 538  | 521  | 550  | 524  |

| 1856 | 1861 | 1866 | 1872 | 1876 | 1881 | 1886 | 1891 | 1896 |
| ---- | ---- | ---- | ---- | ---- | ---- | ---- | ---- | ---- |
| 523  | 533  | 556  | 551  | 544  | 550  | 570  | 485  | 484  |

| 1901 | 1906 | 1911 | 1921 | 1926 | 1931 | 1936 | 1946 | 1954 |
| ---- | ---- | ---- | ---- | ---- | ---- | ---- | ---- | ---- |
| 432  | 417  | 423  | 313  | 272  | 265  | 268  | 268  | 266  |

| 1962 | 1968 | 1975 | 1982 | 1990 | 1999 | 2006 | 2011 | 2016 |
| ---- | ---- | ---- | ---- | ---- | ---- | ---- | ---- | ---- |
| 274  | 248  | 221  | 238  | 257  | 277  | 302  | 322  | 345  |

| 2021 | 2022 | - | - | - | - | - | - | - |
| ---- | ---- | - | - | - | - | - | - | - |
| 361  | 365  | - | - | - | - | - | - | - |

## Culture locale et patrimoine

### Lieux et monuments
- Le camp préhistorique de Chassey-le-Camp.
- Le Centre d'interprétation archéologique de Chassey-le-Camp (CIACC), inauguré le 16 juin 2018 et présentant de nombreux objets et artefacts authentiques provenant du musée Denon de Chalon-sur-Saône et du musée Rolin d’Autun (trois vitrines y mettent en valeur le Néolithique moyen et final, et plus particulièrement le Chasséen, les deux autres étant consacrées aux âges du bronze et du fer, à l'époque gallo-romaine ainsi qu'à la période mérovingienne)[19].

### Personnalités liées à la commune
- Alexandre Veronnet (1876-1951), mathématicien et astronome[20].

## Pour approfondir